# 牧内ももこ
牧内 ももこ（まきうち ももこ）は、日本の女性アニメーター、キャラクターデザイナー。スタジオ・ライブ所属。

## 経歴・人物
10歳時に『魔神英雄伝ワタル』に出会い、芦田豊雄の絵に憧れ、アニメーターを志すようになった。紆余曲折あったが、現在は芦田が設立したスタジオ・ライブに所属している。大の猫好き。
スタジオ・ライブ代表の神志那弘志は牧内について、「アニメーターとしてすでに独り立ちしていたが、ライブに入りたいという思いをずっと持っていて、一人前になってから入ってきた。『魔神英雄伝ワタル 七魂の龍神丸』の話がきた時にも、もう牧内にやらせた方がいいなと最初から思っていた」と語っている。

## 参加作品

### アニメ
- マーメイドメロディー ぴちぴちピッチ（作画監督・原画）
- マーメイドメロディー ぴちぴちピッチ ピュア（作画監督・原画）
- PAPUWA（作画監督）
- わがまま☆フェアリー ミルモでポン! わんだほう（作画監督）
- MAJOR（作画監督）
- ファンタジックチルドレン（原画・作画監督）
- 甲虫王者ムシキング 森の民の伝説（作画監督）
- ふしぎ星の☆ふたご姫（作画監督）
- 銀盤カレイドスコープ（キャラクターデザイン・総作画監督）
- 爆球Hit! クラッシュビーダマン（作画監督協力・原画・作画監督）
- もえたん（原画）
- まめうしくん（キャラクターデザイン・作画監督）
- ドルアーガの塔 〜the Aegis of URUK〜（作画監督）
- 伯爵と妖精（作画監督）
- ポケットモンスター ダイヤモンド&パール（作画監督）
- ひめチェン!おとぎちっくアイドル リルぷりっ（作画監督）
- メタルファイト ベイブレード（作画監督補）
- メタルファイト ベイブレード 爆（作画監督）
- 神のみぞ知るセカイ（作画監督・作画監督補佐）
- ドラゴンクライシス!（作画監督）
- 劇場版メタルファイト ベイブレードVS太陽 灼熱の侵略者ソルブレイズ（作画監督）
- メタルファイト ベイブレード 4D（作画監督）
- 神のみぞ知るセカイ II（作画監督）
- SKET DANCE（作画監督）
- 遊☆戯☆王ZEXAL（作画監督・作画監督補）
- メタルファイト ベイブレード ZEROG（作画監督）
- アクエリオンEVOL（原画作画監督補佐）
- 男子高校生の日常（作画監督）
- 妖狐×僕SS（作画監督）
- ガールズ&パンツァー（プロップデザイン・作画監督補佐）
- D.C.III 〜ダ・カーポIII〜（作画監督）
- 超速変形ジャイロゼッター（作画監督）
- うたの☆プリンスさまっ♪ マジLOVE2000%（作画監督）
- BROTHERS CONFLICT（作画監督）
- 遊☆戯☆王ARC-V（プロップデザイン[注 1]・モンスターデザイン[注 2]・作画監督）
- 忍たま乱太郎（2014年、作画監督）
- ガールズ＆パンツァー これが本当のアンツィオ戦です!（アイコンデザイン・プロップデザイン[注 3]）
- ハイキュー!!（作画監督・作画監督補佐）
- 美少女戦士セーラームーンCrystal（作画監督）
- デュエル・マスターズ VS（作画監督）
- まじっく快斗1412（作画監督）
- ジュエルペット マジカルチェンジ（作画監督）
- バトルスピリッツ 烈火魂（作画監督）
- ガールズ&パンツァー 劇場版（プロップデザイン[注 4]）
- ナースウィッチ小麦ちゃんR（作画監督 ED）
- ベイブレードバースト（作画監督・原画）
- うしおととら (2016)（作画監督）
- デジモンユニバース アプリモンスターズ（エンディングアニメーション1 原画[注 5]）
- ベイブレードバースト ゴッド（原画・作画監督・作画監督補佐）
- ベイブレードバースト 超ゼツ（作画監督）
- ベイブレードバースト ガチ（作画監督）
- ベイブレードバースト スパーキング（作画監督）
- 魔神英雄伝ワタル 七魂の龍神丸（キャラクターデザイン・作画監督）
- 最近雇ったメイドが怪しい（2022年、OP原画）
- ブッチギレ!（作画監督）
- 悪役令嬢なのでラスボスを飼ってみました（2022年、キャラクターデザイン[注 6][2]）
- BEYBLADE X（2023年 - 2025年、サブキャラクターデザイン・総作画監督・オープニング作画監督[注 7]・オープニング原画[注 8]・エンディング作画監督[注 9]・エンディング原画[注 10]）
- 劇場版 忍たま乱太郎 ドクタケ忍者隊最強の軍師（2024年、原画）

### 小説
- 小説 魔神英雄伝ワタル 七魂の龍神丸（カバーイラスト、挿絵、著：小山眞、角川書店）